# Hannibal Goodwin
Hannibal Goodwin (ur. w 1822, zm. w 1900) – episkopalny ksiądz z Newark, New Jersey, wynalazca.
Opatentował metodę tworzenia przezroczystej, giętkiej kliszy filmowej z nitrocelulozowej bazy filmowej, która została następnie wykorzystana w kinetoskopie Thomasa Edisona.